# アデルベルト・シュルツ
アデルベルト・シュルツ（Adelbert Schulz, 1903年12月20日 - 1944年1月28日）は、ドイツの軍人。第二次世界大戦中、第7装甲師団長などを務めた。27人いる柏葉・剣・ダイヤモンド付騎士鉄十字章受章者の1人であり、また当時のドイツにおける最年少の将軍の1人であった。最終階級は少将。

## 若年期
1903年、ドイツ帝国時代のベルリンにて役人（Beamter）の息子として生を受ける。彼はベルリンの実業学校を卒業すると共にアビトゥーア試験に合格し、銀行員としての修行を受ける。彼は銀行支店長になる為に、1923年から1924年まで商科大学に通った。しかしその後、銀行員ではなく警察官を目指すようになり、1925年12月にはブランデンブルクのプロイセン警察学校に入校した。1927年には卒業して巡査に任官してベルリンに勤務し、8年後の1934年4月20日には警察少尉まで昇進している。1935年10月1日、シュルツは警察からドイツ国防軍に身分を移し、陸軍中尉となった。

## 第二次世界大戦
第二次世界大戦が始まると、シュルツはオーストリアおよびズデーテン地方の占領任務に参加した。1940年には大尉に昇進している。また、西部戦線におけるベルギーおよびフランスへの侵攻にもエルヴィン・ロンメル将軍の下で参加した。1940年9月29日、騎士鉄十字章を受章する。
中央軍集団指揮下にあった時、シュルツはクリンにて自軍の8倍の戦力を有する赤軍に攻撃を受けた。この際、非常に劣勢であるにもかかわらず、シュルツは殿軍に残って戦い続け、最終的に4,000名以上の負傷者を撤退させた。この戦功から、1941年12月31日には彼の騎士鉄十字章に柏葉章が付された。1943年8月6日、騎士鉄十字章に剣章が付されると共に大佐への昇進を果たす。
1943年3月11日、ヘルマン・ホト将軍指揮下の第4装甲軍に配置された第7装甲師団はハリコフにおける反撃に参加した。当時、シュルツは第7師団所属の第25戦車連隊を率いており、この反撃の折には戦闘団長を務めた。彼に率いられた戦闘団は、赤軍の第3戦車軍が壊滅するまでにおよそ100両の戦車を破壊した。

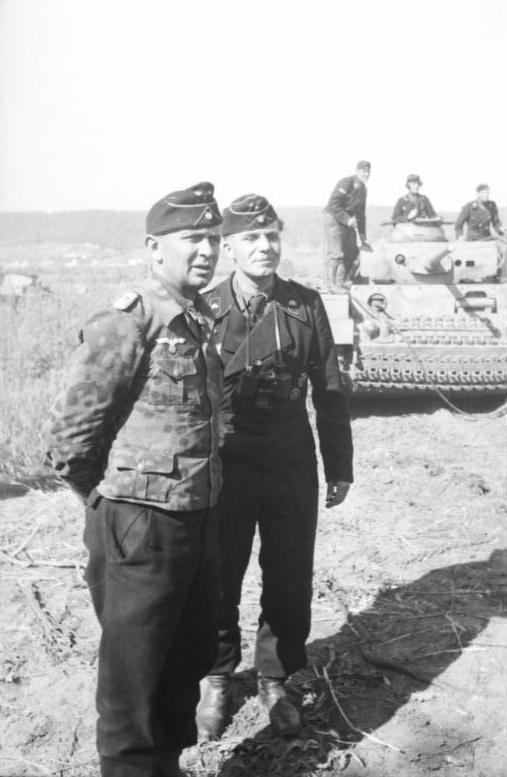
クルスクの戦いの直前に撮影されたシュルツ（1943年6月21日）

12月14日、シュルツは騎士鉄十字章にダイヤモンド章が付される旨の無線連絡を受け、総統大本営への出頭を命じられた。しかしシュルツは東部戦線では激戦が依然として続いており、授与式典に割く時間がないことを理由にこれを拒否している。彼がダイヤモンド章を受け取ったのは1944年1月9日になってからだった。また、この際に少将へ昇進すると共に第7装甲師団長に就任している。
1944年1月28日、シュルツに率いられた第7装甲師団はシェペトフカへの攻撃を行った。この戦いの最中、戦車のハッチから頭を出して指揮を執っていたシュルツは、砲弾片を頭部に受けて重症を負った。彼はすぐに野戦病院に運び込まれたが、間もなく死亡した。彼の死は1944年1月30日付の国防軍軍報で発表された。
ミュンスターにあるドイツ連邦軍のシュルツ＝ルッツ兵舎（Schulz-Lutz-Kaserne）は彼の名にちなんだものである。

## 勲章等
- 鉄十字章 （1939年版）
  - 二級鉄十字章 - 1940年5月24日[2]
  - 一級鉄十字章 - 1940年5月24日[2]
- 戦傷章黒章[3]
- 戦車戦章（英語版）銀章
- 柏葉・剣・ダイヤモンド付騎士鉄十字章
  - 騎士十字章 - 1940年9月29日（47番目の受章者）
  - 剣章 - 1943年8月6日（33番目の受章者）
  - ダイヤモンド章 - 1943年12月14日（9番目の受章者）
- 国防軍軍報(Wehrmachtbericht)への記載